# Aslan Islan
Aslan Islan Aslan – turecki zapaśnik walczący w stylu klasycznym. Zajął piąte miejsce na mistrzostwach świata w 1975. Piąty na mistrzostwach Europy w 1975 i szósty w 1973. Złoty medalista igrzysk śródziemnomorskich w 1975 roku.